# Josephine Wentholt
Josephine Wentholt (* 3. August 1992) ist eine niederländische Badmintonspielerin. 

## Karriere
Josephine Wentholt nahm 2010 an den Olympischen Jugend-Sommerspielen teil. Bei den Junioreneuropameisterschaften 2011 gewann sie Silber im Damendoppel mit Thamar Peters. Im gleichen Jahr wurde sie Dritte bei den niederländischen Badmintonmeisterschaften und wechselte nach Deutschland zum PTSV Rosenheim in die 1. Bundesliga. Mit ihrer Nationalmannschaft qualifizierte sie sich 2012 für die Endrunde des Uber Cups.

## Referenzen
- Josephine Wentholt beim Badminton-Weltverband

| Personendaten    | Personendaten                      |
| ---------------- | ---------------------------------- |
| NAME             | Wentholt, Josephine                |
| KURZBESCHREIBUNG | niederländische Badmintonspielerin |
| GEBURTSDATUM     | 3. August 1992                     |